# Liga Departamental de Fútbol del Ucayali
La Liga Deportiva Departamental de Fútbol del Ucayali es una de las 25 Ligas Departamentales de Fútbol de Perú y es la entidad rectora de las competiciones futbolísticas del departamento de Ucayali. Su presidente actual es Luis Alberto Sánchez Campos.
Forma parte del Sistema Nacional de la Copa Perú y clasifica a dos equipos para la Etapa Nacional de ese torneo.

## Ligas Provinciales de Ucayali
La Liga Departamental administra a las cuatro Ligas Provinciales que conforman el departamento además de la Liga Provincial de Puerto Inca que, pese a que dicha provincia pertenece al departamento de Huánuco, por cercanía geográfica participa en la departamental ucayalina:
- Liga Provincial de Atalaya
- Liga Provincial de Coronel Portillo
- Liga Provincial de Padre Abad
- Liga Provincial de Puerto Inca
- Liga Provincial de Purús

## Lista de campeones
| Año  | Campeón                                   | Ciudad                                    | Subcampeón                                | Ciudad                                    |
| ---- | ----------------------------------------- | ----------------------------------------- | ----------------------------------------- | ----------------------------------------- |
| 1980 | Ostolaza Castilla                         | Pucallpa                                  |                                           |                                           |
| 1981 | Ostolaza Castilla                         | Pucallpa                                  |                                           |                                           |
| 1982 | Deportivo Hospital                        | Pucallpa                                  |                                           |                                           |
| 1983 | Deportivo Cooptrip                        | Pucallpa                                  |                                           |                                           |
| 1984 |                                           |                                           |                                           |                                           |
| 1985 |                                           |                                           |                                           |                                           |
| 1986 | San Martín de Porres                      | Pucallpa                                  |                                           |                                           |
| 1987 | Deportivo Hospital                        | Pucallpa                                  |                                           |                                           |
| 1988 | Deportivo Bancos                          | Pucallpa                                  |                                           |                                           |
| 1989 | Ostolaza Castilla                         | Pucallpa                                  |                                           |                                           |
| 1990 | Cosmos                                    | Aguaytía                                  |                                           |                                           |
| 1991 | Deportivo Municipal                       | Pucallpa                                  |                                           |                                           |
| 1992 |                                           |                                           |                                           |                                           |
| 1993 | La Loretana                               | Pucallpa                                  |                                           |                                           |
| 1994 | Alianza Callao                            | Yarinacocha                               |                                           |                                           |
| 1995 | La Loretana                               | Pucallpa                                  |                                           |                                           |
| 1996 | San Martín de Porres                      | Pucallpa                                  |                                           |                                           |
| 1997 | San Martín de Porres                      | Pucallpa                                  |                                           |                                           |
| 1998 | San Martín de Porres                      | Pucallpa                                  |                                           |                                           |
| 1999 | Atlético Callao                           | Yarinacocha                               |                                           |                                           |
| 2000 | San Juan                                  | Pucallpa                                  |                                           |                                           |
| 2001 | UNU                                       | Pucallpa                                  |                                           |                                           |
| 2002 | San Juan                                  | Pucallpa                                  |                                           |                                           |
| 2003 | San Juan                                  | Pucallpa                                  |                                           |                                           |
| 2004 | San Juan                                  | Pucallpa                                  | Deportivo Siloe                           | Pucallpa                                  |
| 2005 | Deportivo Hospital                        | Pucallpa                                  | UNU                                       | Pucallpa                                  |
| 2006 | Sport Loreto                              | Pucallpa                                  | Deportivo Hospital                        | Pucallpa                                  |
| 2007 | UNU                                       | Pucallpa                                  | Deportivo Hospital                        | Pucallpa                                  |
| 2008 | Tecnológico                               | Campoverde                                | Santa Rosa                                | Pucallpa                                  |
| 2009 | Tecnológico                               | Campoverde                                | Deportivo Bancos                          | Pucallpa                                  |
| 2010 | Deportivo Hospital                        | Pucallpa                                  | Atlético Pucallpa                         | Manantay                                  |
| 2011 | Defensor San Alejandro                    | Irazola                                   | UNU                                       | Pucallpa                                  |
| 2012 | Deportivo Municipal                       | Purús                                     | Defensor San Alejandro                    | Irazola                                   |
| 2013 | Sport Loreto                              | Pucallpa                                  | Deportivo Bancos                          | Pucallpa                                  |
| 2014 | Sport Loreto                              | Pucallpa                                  | Santa Rosa                                | Pucallpa                                  |
| 2015 | Deportivo Municipal                       | Pucallpa                                  | Deportivo Municipal                       | Aguaytía                                  |
| 2016 | Defensor Neshuya                          | Neshuya                                   | UNU                                       | Pucallpa                                  |
| 2017 | Comandante Alvariño                       | Masisea                                   | Defensor San Alejandro                    | Irazola                                   |
| 2018 | Colegio Comercio                          | Pucallpa                                  | Deportivo Municipal                       | Aguaytía                                  |
| 2019 | Deportivo Municipal                       | Aguaytía                                  | Colegio Comercio                          | Pucallpa                                  |
| 2020 | No se disputó por la Pandemia de COVID-19 | No se disputó por la Pandemia de COVID-19 | No se disputó por la Pandemia de COVID-19 | No se disputó por la Pandemia de COVID-19 |
| 2021 | No se disputó por la Pandemia de COVID-19 | No se disputó por la Pandemia de COVID-19 | No se disputó por la Pandemia de COVID-19 | No se disputó por la Pandemia de COVID-19 |
| 2022 | Colegio Comercio                          | Pucallpa                                  | La Paz del Pachitea                       | Tournavista                               |
| 2023 | Inter FC                                  | Manantay                                  | Escuela Municipal                         | Tournavista                               |
| 2024 | Rauker FC                                 | Pucallpa                                  | Real Von Humboldt                         | A. von Humboldt                           |
| 2025 | Colegio Comercio                          | Pucallpa                                  | Atlético Nacional                         | Yarinacocha                               |